# Threskiornis
Threskiornis é um gênero de íbis da família Threskiornithidae. Eles ocorrem nas partes mais quentes do Velho Mundo, no sul da Ásia, Austrália e África Subsaariana. Constroem seus ninhos em uma árvore ou arbusto e põem dois a quatro ovos. Ocorrem em áreas pantanosas e alimentam-se de diversos peixes, rãs, crustáceos e insetos.

## Espécies
- Íbis-sagrado,  T. aethiopicus
- Íbis-malgaxe, T. bernieri
- Íbis-de-cabeça-negra T. melanocephalus
- Íbis-branco-australiano,  T. molucca
- Íbis-pescoço-de-palha,  T. spinicollis
- Íbis-da-reunião T. solitarius (extinto)